# Chanda Rubin
Chanda Rubin (* 18. Februar 1976 in Lafayette, Louisiana) ist eine ehemalige US-amerikanische Tennisspielerin.

## Karriere
Rubin kam 1991 auf die Profitour und etablierte sich schnell unter den Top 50 der Welt. 1995 erreichte sie sensationell das Viertelfinale der French Open, als sie Jana Novotná mit 7:6, 4:6 und 8:6 besiegte, nachdem sie im dritten Satz bereits mit 0:5, 0:40 zurückgelegen hatte. Sie konnte neun Matchbälle abwehren und die Partie anschließend noch drehen. In Wimbledon spielte sie das längste Match der Turniergeschichte gegen Patricia Hy-Boulais, das sie nach 3 Stunden und 45 Minuten mit 7:6, 6:7, 17:15 gewann. Im Jahr darauf gelang ihr Ähnliches bei den Australian Open, als sie Arantxa Sánchez Vicario mit 6:4, 2:6, 16:14 schlug und zum ersten Mal ins Halbfinale eines Grand-Slam-Turniers einzog. Dort führte sie im entscheidenden Satz gegen Monica Seles mit 5:2, ehe sie die Partie noch mit 7:6, 1:6, 5:7 abgeben musste. Immerhin konnte sie sich an der Seite von Sánchez Vicario den Doppeltitel holen. Im April 1996 erreichte sie mit Rang 6 ihre höchste Einzelplatzierung.
1997 gewann Rubin dann ihren ersten WTA-Titel in Linz und zusammen mit Justin Gimelstob den Hopman Cup. 1999 folgte der zweite Turniersieg in Hobart und sie gehörte zum US-Team, das den Fed Cup gewann. Außerdem gelang ihr in Indian Wells der erste Sieg gegen eine aktuelle Nummer eins (Martina Hingis). Im Jahr 2000 nahm Rubin zum zweiten Mal in ihrer Karriere am Masters teil. 2003 konnte sie mit Titeln in Madrid und Eastbourne noch einmal in die Top 10 vorstoßen.
Für die US-amerikanische Fed-Cup-Mannschaft absolvierte sie zwischen 1995 und 2004 insgesamt elf Partien, bei denen sie achtmal erfolgreich war.

## Turniersiege

### Einzel
| Nr. | Datum            | Turnier     | Kategorie    | Belag           | Finalgegnerin         | Ergebnis       |
| --- | ---------------- | ----------- | ------------ | --------------- | --------------------- | -------------- |
| 1.  | 16. Februar 1997 | Linz        | WTA Tier III | Teppich (Halle) | Karina Habšudová      | 6:4, 6:2       |
| 2.  | 16. Januar 1999  | Hobart      | WTA Tier IVb | Hartplatz       | Rita Grande           | 6:2, 6:3       |
| 3.  | 5. November 2000 | Québec      | WTA Tier III | Teppich (Halle) | Jennifer Capriati     | 6:4, 6:2       |
| 4.  | 22. Juni 2002    | Eastbourne  | WTA Tier II  | Rasen           | Anastassija Myskina   | 6:1, 6:3       |
| 5.  | 11. August 2002  | Los Angeles | WTA Tier II  | Hartplatz       | Lindsay Davenport     | 5:7, 7:65, 6:3 |
| 6.  | 24. Mai 2003     | Madrid      | WTA Tier III | Sand            | María Sánchez Lorenzo | 6:4, 5:7, 6:4  |
| 7.  | 21. Juni 2003    | Eastbourne  | WTA Tier II  | Rasen           | Conchita Martínez     | 6:4, 3:6, 6:4  |

### Doppel
| Nr. | Datum              | Turnier         | Kategorie    | Belag             | Partnerin               | Finalgegnerinnen                       | Ergebnis       |
| --- | ------------------ | --------------- | ------------ | ----------------- | ----------------------- | -------------------------------------- | -------------- |
| 1.  | 26. September 1993 | Tokio           | WTA Tier II  | Hartplatz         | Lisa Raymond            | Amanda Coetzer Linda Harvey-Wild       | 6:4, 6:1       |
| 2.  | 15. Januar 1994    | Hobart          | WTA Tier IV  | Hartplatz         | Linda Harvey-Wild       | Jenny Byrne Rachel McQuillan           | 7:5, 4:6, 7:61 |
| 3.  | 14. Mai 1995       | Prag            | WTA Tier IV  | Sand              | Linda Harvey-Wild       | Maria Lindstrom Maria Strandlund       | 6:7, 6:3, 6:2  |
| 4.  | 27. Januar 1996    | Australian Open | Grand Slam   | Hartplatz         | Arantxa Sánchez-Vicario | Lindsay Davenport Mary Joe Fernández   | 7:5, 2:6, 6:4  |
| 5.  | 25. Februar 1996   | Oklahoma        | WTA Tier III | Hartplatz         | Brenda Schultz-McCarthy | Katrina Adams Debbie Graham            | 6:4, 6:3       |
| 6.  | 16. März 1996      | Indian Wells    | WTA Tier II  | Hartplatz         | Brenda Schultz          | Julie Halard-Decugis Nathalie Tauziat  | 6:1, 6:4       |
| 7.  | 14. April 1996     | Amelia Island   | WTA Tier II  | Sand              | Arantxa Sánchez-Vicario | Meredith McGrath Larisa Neiland        | 6:1, 6:1       |
| 8.  | 10. Oktober 1999   | Filderstadt     | WTA Tier II  | Hartplatz (Halle) | Sandrine Testud         | Larisa Neiland Arantxa Sánchez Vicario | 6:3, 6:4       |
| 9.  | 30. Juli 2000      | Stanford        | WTA Tier II  | Hartplatz         | Sandrine Testud         | Cara Black Amy Frazier                 | 6:4, 6:4       |
| 10. | 22. Oktober 2000   | Linz            | WTA Tier II  | Teppich (Halle)   | Amélie Mauresmo         | Ai Sugiyama Nathalie Tauziat           | 6:4, 6:4       |

## Karrierestatistik und Turnierbilanz

### Einzel
| Turnier         | 1990 | 1991 | 1992 | 1993 | 1994 | 1995 | 1996 | 1997 | 1998 | 1999 | 2000 | 2001 | 2002 | 2003 | 2004 | 2005 | 2006 | Karriere |
| --------------- | ---- | ---- | ---- | ---- | ---- | ---- | ---- | ---- | ---- | ---- | ---- | ---- | ---- | ---- | ---- | ---- | ---- | -------- |
| Australian Open | —    | —    | 1    | 1    | AF   | 2    | HF   | AF   | 1    | AF   | 2    | 1    | —    | AF   | AF   | —    | —    | HF       |
| French Open     | —    | —    | 1    | —    | 1    | VF   | —    | 2    | AF   | 2    | VF   | —    | AF   | VF   | —    | —    | —    | VF       |
| Wimbledon       | —    | —    | 1    | 2    | 1    | 3    | —    | 1    | 3    | 1    | 1    | 1    | AF   | 3    | 1    | —    | —    | AF       |
| US Open         | 1    | 2    | AF   | 3    | 1    | AF   | —    | 1    | 2    | 1    | 3    | 3    | AF   | 1    | 3    | —    | 1    | AF       |

Zeichenerklärung: S = Turniersieg; F, HF, VF, AF = Einzug ins Finale / Halbfinale / Viertelfinale / Achtelfinale; 1, 2, 3 = Ausscheiden in der 1. / 2. / 3. Hauptrunde; Q1, Q2, Q3 = Ausscheiden in der 1. / 2. / 3. Qualifikationsrunde; nicht ausgetragen

### Doppel
| Turnier                   | 1993              | 1994              | 1995              | 1996              | 1997              | 1998              | 1999              | 2000              | 2001              | 2002              | 2003              | 2004              | T / T      | S/N        | Sieg%      |
| ------------------------- | ----------------- | ----------------- | ----------------- | ----------------- | ----------------- | ----------------- | ----------------- | ----------------- | ----------------- | ----------------- | ----------------- | ----------------- | ---------- | ---------- | ---------- |
| Australian Open           | AF                | 2                 | AF                | S                 | AF                | 1                 | 1                 | 2                 | –                 | –                 | AF                | –                 | 1 / 9      | 16:8       | 67 %       |
| French Open               | –                 | 1                 | 2                 | –                 | 2                 | 1                 | 1                 | AF                | –                 | 1                 | HF                | –                 | 0 / 8      | 8:8        | 50 %       |
| Wimbledon                 | 2                 | VF                | 2                 | –                 | AF                | AF                | 1                 | AF                | –                 | HF                | 2                 | –                 | 0 / 9      | 16:9       | 64 %       |
| US Open                   | 1                 | 1                 | VF                | –                 | 1                 | AF                | F                 | VF                | VF                | AF                | AF                | –                 | 0 / 10     | 20:10      | 67 %       |
| Indian Wells              | andere Kategorie  | andere Kategorie  | andere Kategorie  | andere Kategorie  | HF                | AF                | AF                | HF                | –                 | –                 | –                 | –                 | 0 / 4      | 8:4        | 67 %       |
| Miami                     | 1                 | 2                 | –                 | VF                | AF                | AF                | 2                 | 2                 | –                 | –                 | 1                 | –                 | 0 / 8      | 6:7        | 46 %       |
| Hilton Head Island        | 1                 | 1                 | AF                | –                 | –                 | 1                 | –                 | –                 | nicht ausgetragen | nicht ausgetragen | nicht ausgetragen | nicht ausgetragen | 0 / 4      | 1:4        | 20 %       |
| Charleston                | nicht ausgetragen | nicht ausgetragen | nicht ausgetragen | nicht ausgetragen | nicht ausgetragen | nicht ausgetragen | nicht ausgetragen | nicht ausgetragen | AF                | –                 | –                 | –                 | 0 / 1      | 1:0        | 100 %      |
| Berlin                    | –                 | –                 | –                 | –                 | AF                | VF                | AF                | 1                 | –                 | VF                | VF                | –                 | 0 / 6      | 8:5        | 62 %       |
| Rom                       | –                 | –                 | –                 | –                 | 1                 | –                 | –                 | AF                | –                 | –                 | AF                | –                 | 0 / 3      | 2:3        | 40 %       |
| Kanada                    | HF                | 1                 | –                 | –                 | –                 | –                 | AF                | HF                | –                 | VF                | –                 | –                 | 0 / 5      | 8:5        | 62 %       |
| Philadelphia              | 1                 | –                 | HF                | n. a. bzw. a. K.  | n. a. bzw. a. K.  | n. a. bzw. a. K.  | n. a. bzw. a. K.  | n. a. bzw. a. K.  | n. a. bzw. a. K.  | n. a. bzw. a. K.  | n. a. bzw. a. K.  | n. a. bzw. a. K.  | 0 / 2      | 2:2        | 50 %       |
| Tokio                     | –                 | –                 | –                 | –                 | –                 | –                 | –                 | 1                 | –                 | –                 | –                 | –                 | 0 / 1      | 0:1        | 0 %        |
| Moskau                    | n. a. bzw. a. K.  | n. a. bzw. a. K.  | n. a. bzw. a. K.  | n. a. bzw. a. K.  | –                 | 1                 | 1                 | –                 | –                 | –                 | –                 | –                 | 0 / 2      | 0:2        | 0 %        |
| Zürich                    | –                 | –                 | F                 | –                 | –                 | 1                 | 1                 | VF                | VF                | VF                | –                 | –                 | 0 / 6      | 6:6        | 50 %       |
| Olympische Spiele         | nicht ausgetragen | nicht ausgetragen | nicht ausgetragen | –                 | nicht ausgetragen | nicht ausgetragen | nicht ausgetragen | –                 | nicht ausgetragen | nicht ausgetragen | nicht ausgetragen | 1                 | 0 / 1      | 0:1        | 0 %        |
| Fed Cup                   | –                 | –                 | –                 | –                 | –                 | –                 | S                 | –                 | –                 | –                 | –                 | –                 | 1 / 1      | 1:0        | 100 %      |
| Statistik                 | Statistik         | Statistik         | Statistik         | Statistik         | Statistik         | Statistik         | Statistik         | Statistik         | Statistik         | Statistik         | Statistik         | Statistik         | S/N        | S/N        | Sieg%      |
| Gewonnene Titel           | 1                 | 1                 | 1                 | 4                 | 0                 | 0                 | 1                 | 2                 | 0                 | 0                 | 0                 | 0                 | Gesamt: 10 | Gesamt: 10 | Gesamt: 10 |
| Gesamt-Siege/-Niederlagen | 18:16             | 15:12             | 22:15             | 26:3              | 21:18             | 21:16             | 21:18             | 26:15             | 11:7              | 13:11             | 16:12             | 1:2               | 211:145    | 211:145    | 59 %       |
| Jahresendposition         | 48                | 54                | 33                | 16                | 27                | 30                | 22                | 22                | 71                | 32                | 34                | –                 | N/A        | N/A        | N/A        |

Zeichenerklärung: S = Turniersieg; F, HF, VF, AF = Einzug ins Finale / Halbfinale / Viertelfinale / Achtelfinale; 1, 2, 3 = Ausscheiden in der 1. / 2. / 3. Hauptrunde; KF (kleines Finale) = unterlegen im Spiel um Platz drei; RR = Round Robin (Gruppenphase); n. a. = nicht ausgetragen; a. K. = andere Kategorie; PO (Playoff) = Auf- und Abstiegsrunde im Billie Jean King Cup; K1, K2, K3 = Teilnahme in der Kontinentalgruppe I, II, III im Billie Jean King Cup.
Anmerkung: Diese Statistik berücksichtigt alle Ergebnisse im Einzel bei ITF- und WTA-Turnieren. Als Quelle dient die ITF-Seite der Spielerin. Dargestellt sind nur WTA-Turniere der Kategorie Tier I (bis 2008).